# Джонсон, Аяна Элизабет
Аяна Элизабет Джонсон (англ. Ayana Elizabeth Johnson; род. 1980) — американский морской биолог, эколог и писательница. Доктор философии, сотрудница Aspen Institute.
Основательница и CEO консалтинговой фирмы Ocean Collectiv. Являлась исполнительным директором Waitt Institute (с 2013) и резидентом TED (конференция), сотрудничала в Национальном управлении океанических и атмосферных исследований (NOAA) и EPA, преподавала в Нью-Йоркском университете.
В 2021 году вошла в Time 100 Next List. Называлась Elle в числе 27-ми женщин-лидеров в области климата.
Уроженка Бруклина. Уже с детства мечтала стать морским биологом. Окончила Гарвард (бакалавр экологии). Степень доктора философии по морской биологии получила в Scripps Institution of Oceanography — с диссертацией по устойчивому управлению коралловыми рифами.
Основательница Urban Ocean Lab. Фелло Клуба первооткрывателей.
Публиковалась в The New York Times, The Atlantic, Outside Magazine, Nature magazine, Los Angeles Times, The Guardian, Huffington Post, Washington Post, Scientific American. В последнем и на National Geographic ведет блоги.
Соавтор Blue New Deal, соредактор All We Can Save.
Отличия
- UCSD 40 Under 40 Alumni
- Elle’s «27 Women Leading on Climate»
- Time 100 Next List (2021)
- NCSE Friend of the Planet Award (2021)[1]

Журнал Outside называл ее «самым влиятельным морским биологом современности».